# وادي الهدارة
وادي الهدارة هو واد في سراة بلاد بلقرن في محافظة بلقرن تسيل مياهه من جبل ظبيان باتجاه الشمال ماراً بقرى آل عمران وآل يزيد من بلقرن وترفده شعاب وأودية متعددة منها وادي الظهر حتى يلتقي مع وادي القاع بعد قرى القاع فيبدأ من عندها وادي تبالة الشهير.